# Olympische Sommerspiele 2004/Teilnehmer (Indonesien)
| Gelbes Symbol für Goldmedaillen mit stilisierten Olympischen Ringen | Graues Symbol für Silbermedaillen mit stilisierten Olympischen Ringen | Braundes Symbol für Bronzemedaillen mit stilisierten Olympischen Ringen |
| ------------------------------------------------------------------- | --------------------------------------------------------------------- | ----------------------------------------------------------------------- |
| 1                                                                   | 1                                                                     | 2                                                                       |

Indonesien nahm an den Olympischen Sommerspielen 2004 in Athen mit einer Delegation von 38 Athleten (22 Männer und 16 Frauen) an 27 Wettbewerben in 14 Sportarten teil. Fahnenträger bei der Eröffnungsfeier war der Windsurfer Oka Sulaksana.

## Medaillengewinner
Mit je einer gewonnenen Gold- und Silber- sowie zwei Bronzemedaillen belegte das Team Platz 48 im Medaillenspiegel.

### Gold
| Name           | Sportart  | Wettkampf      |
| -------------- | --------- | -------------- |
| Taufik Hidayat | Badminton | Männer, Einzel |

### Silber
| Name                | Sportart     | Wettkampf            |
| ------------------- | ------------ | -------------------- |
| Raema Lisa Rumbewas | Gewichtheben | Frauen, Federgewicht |

### Bronze
| Name                      | Sportart  | Wettkampf      |
| ------------------------- | --------- | -------------- |
| Sony Dwi Kuncoro          | Badminton | Männer, Einzel |
| Eng Hian & Flandy Limpele | Badminton | Männer, Doppel |

## Teilnehmer nach Sportarten

### Badminton
- Sigit Budiarto
Männer, Doppel: 1. Runde

- Alvent Yulianto
Münner, Doppel: 2. Runde

- Eng Hian
Männer, Doppel: Bronze

- Luluk Hadiyanto
Münner, Doppel: 2. Runde

- Tri Kusharyanto
Männer, Doppel: 1. Runde

- Taufik Hidayat
Männer, Einzel: Gold

- Sony Dwi Kuncoro
Männer, Einzel: Bronze

- Flandy Limpele
Männer, Doppel: Bronze

- Vita Marissa
Mixed: Viertelfinale

- Jo Novita
Frauen, Doppel: Achtelfinale

- Anggun Nugroho
Mixed: Achtelfinale

- Lita Nurlita
Frauen, Doppel: Achtelfinale

- Eny Widiowati
Mixed: Achtelfinale

- Nova Widianto
Mixed: Viertelfinale

### Bogenschießen
- Lockoneco
Männer, Einzel: 45. Platz

- Rina Dewi Puspitasari
Frauen, Einzel: 46. Platz

### Boxen
- Bonyx Yusak Saweho
Männer, Fliegengewicht: 1. Runde

### Gewichtheben
- Patmawati Abdul Wahid
Frauen, Leichtgewicht: 8. Platz

- Gustar Junianto
Männer, Federgewicht: 5. Platz

- Rosmainar
Frauen, Fliegengewicht: DNF

- Raema Lisa Rumbewas
Frauen, Federgewicht: Silber

- Jadi Setiadi
Männer, Bantamgewicht: 8. Platz

- Sunarto
Männer, Federgewicht: 8. Platz

### Judo
- Krisna Bayu
Männer, Mittelgewicht: 1. Runde

### Kanu
- Sarce Aronggear
Frauen, Kajak-Einer, 500 Meter: Vorläufe

### Leichtathletik
- Edy Jakariya
Männer, 110 Meter Hürden: Vorläufe

- Supriyati Sutono
Frauen, 5000 Meter: Vorläufe

### Radsport
- Santia Tri Kusuma
Frauen, Punktefahren: DNF

### Rudern
- Pere Koroba
Frauen, Einer: 16. Platz

### Schießen
- Yosheefin Prasasti
Frauen, Luftgewehr: 22. Platz

### Schwimmen
- Albert Sutanto
Männer, 200 Meter Lagen: 40. Platz

- Donny Utomo
Männer, 200 Meter Schmetterling: 33. Platz

- Andi Wibowo
Männer, 100 Meter Schmetterling: 54. Platz

### Segeln
- Oka Sulaksana
Männer, Windsurfen: 18. Platz

### Taekwondo
- Juana Wangsa Putri
Frauen, Fliegengewicht: 10. Platz

- Satriyo Rahadhani
Männer, Fliegengewicht: 11. Platz

### Tennis
- Wynne Prakusya
Frauen, Doppel: 1. Runde

- Angelique Widjaja
Frauen, Einzel: 2. Runde
Frauen, Doppel: 1. Runde